# Freie Bürger-Initiative
Die Freie Bürger-Initiative (Kurzbezeichnung: FBI) ist seit 2008 ein Zusammenschluss von Wählervereinigungen in Deutschland, um an Europa- oder Bundestagswahlen teilnehmen zu können. Schon vorher hatten gleichnamige kommunale Wählergemeinschaften Stadtratsmandate in Dortmund, Paderborn und Xanten erzielt.
Die Organisation nahm an der Europawahl 2009 teil und erreichte ein Ergebnis von bundesweit 30.913 Stimmen (0,1 % Stimmanteil). Die Partei trat auch bei den Kommunalwahlen in Nordrhein-Westfalen 2009 an, und erreichte landesweit 0,1 % der Stimmen.
Im Jahr 2010 wurde ein Landesverband „Freie Bürger-Initiative Freie Wähler“ (Kurzbezeichnung FBI/Freie Wähler) gegründet, der im Mai 2010 350 Mitglieder hatte. Vorsitzender ist Hans Josef Tegethoff. Der Landesverband trat mit einer Landesliste mit 13 Kandidaten bei der Landtagswahl in Nordrhein-Westfalen 2010 an. Die Bezeichnung „Freie Wähler“ wurde ohne Zustimmung der Freien Wähler Nordrhein-Westfalen (Kurzbezeichnung FREIE WÄHLER) verwendet.

## Programm
Durch direktdemokratische Elemente und Abschaffung des Fraktionzwangs soll die „Abschüttelung der Parteienherrschaft“ in Deutschland erreicht werden. Da keine Landesverbände existieren, legen die einzelnen Wählergemeinschaften ihren Schwerpunkt auf kommunale Themen. Zu typischen Forderungen „gehören diejenigen nach Einführung kostenloser Familienkarten im öffentlichen Personennahverkehr (Xanten) oder nach Sozialisierung der Energieversorgung (Paderborn)“. In Dortmund organisierte die FBI „Bürgerbegehren gegen den Ausbau eines Flughafens und den Bau von Minaretten“.
Die Wählergemeinschaft grenzt sich von „rechtsextremistischen Organisationen“ ab. Sie sieht die Bedrohung der rechtsstaatlichen Demokratie sowohl in „Extremismus“ und „Ausländerfeindlichkeit“ als auch in „Parallelgesellschaften, Sozialmissbrauch, Parteienfilz und steigender Kriminalität“. Sie fordert in „grundlegenden Fragen der europäischen Integration“ Volksentscheide auch in Deutschland und lehnt einen EU-Beitritt der Türkei ab. Außerdem soll in den europäischen Organen die deutsche Sprache neben Englisch und Französisch als Arbeitssprache verwendet werden und Deutschland einen höheren Stimmenanteil erhalten.